# 時の女王
「時の女王」（ときのじょおう、"The Rings of Akhaten"）は、イギリスのSFドラマ『ドクター・フー』の第7シリーズ第7話。脚本はニール・クロス、監督はファレン・ブラックバーンが担当し、2013年4月6日に BBC One で初放送された。
本作では異星人のタイムトラベラー11代目ドクター（演:マット・スミス）が新コンパニオンのクララ・オズワルド（演:ジェナ・ルイーズ・コールマン）を赤色巨星と7つの惑星と無数の微惑星からなる惑星系アカテンの輪に連れて行く。2人は参加した宗教的祭事で時の女王メリー・ゲレル（演:エミリア・ジョーンズ）と出会い、彼女がアカテンと呼ばれる神話生物の生贄に捧げられようとしていることを知る。
脚本家のクロスは後のエピソードである「井戸の魔女」の脚本と撮影で成功を収めたことから、本作の脚本執筆を依頼された。「時の女王」はクララの初めての系外惑星への旅であり、『ドクター・フー』の歴史で見られた潮流であるドクターが新コンパニオンをどこかに閉じ込めてしまう展開ではなく、宇宙の脅威を提示する展開が意図された。また、クララの過去も本作で明かされている。2012年10月下旬に完全にスタジオ内で撮影され、予算節約のためにこれまで製作された様々なエイリアンの型が再利用された。イギリス国内での視聴者数は745万人を記録し、評価は賛否両論であった。

## 連続性
前話「セントジョンの鐘」でドクターはクララの愛読書『一度は見たい101ヵ所』のページに1枚の葉が挟まっているのを発見し、クララはそれについて最初のページだと言及した。「時の女王」の冒頭でその主張の意味が説明されており、彼女の両親の出会いとその葉の繋がりが示されている。また、本作でドクターは以前アカテンの輪に孫娘と訪れたと述べており、これはドクターの孫娘にして初代ドクターのコンパニオンであったスーザン・フォアマンへの言及である。

### 他作品への言及
メリー・ゲレルへの演説で、ドクターはルイス・キャロルの詩 "The Walrus and the Carpenter"  (en) のフレーズ "...shoes and ships and sealing-wax [...] cabbages and kings..." を引用している。

## 製作

### 脚本
脚本家ニール・クロスは『ドクター・フー』のファンであったが、これまでエピソードを執筆する時間はなかった。第7シリーズから就任した新しいエグゼクティブ・プロデューサーのキャロライン・スキナーは彼を知っており、エピソードの執筆を依頼した。彼は依頼を快諾した。エグゼクティブ・プロデューサー兼筆頭脚本家のスティーヴン・モファットはドラマ『刑事ジョン・ルーサー』の製作総指揮者であるクロスが参加することを喜んだ。クロスが執筆した第7シリーズ第9話「井戸の魔女」はプロデューサーに好かれ、「井戸の魔女」の撮影が完了した後にクロスがイギリスに居る間に「時の女王」の執筆も依頼されることとなった。クララ役のジェナ・ルイーズ・コールマンは「時の女王」が第7シリーズ後半で気に入ったエピソードの1つであると語り、視聴者に再び物語を見る可能にしたクララの最初の冒険だと述べた。
モファットとスキナーおよびプロデューサーのマーカス・ウィルソンは、「情け無用の町」や「マンハッタン占領」で大規模なロケ地を使用した第7シリーズ前半と打って変わって後半でそのようなロケを行っていないことに気付き、系外惑星をモチーフにしたエピソードというコンセプトを浮上させた。彼らは、ドクターが仲間たちに神出鬼没な驚異を約束したのに地下トンネルに閉じ込めさせてしまうのではなく、自分たちのスタジオで作られた世界を舞台にしてそこにいることを実感してもらえるような物語を製作しようと決めた。そのようにして、本作ではドクターがクララに約束した世界の驚異を見せることができた。製作チームは『ドクター・フー』の最高の系外惑星を見せることを目標とした。元々本作のオープニング前のシーンには別の展開が用意されていた。そのシーンは、台所でクララは仕事の責任からドクターに旅に同行できないと告げ、彼女の担当している生徒がドクターはクララの彼氏なのか尋ねるというものであった。クロスはこの平凡な地球のシーンと後の広大な惑星のシーンを対比させることを意図していたが、モファットはドクターが彼女の父母を通して彼女を調査すべきだと考え、彼も気に入ったアイディアである葉を含めるべきだとも指示した。また、元々の解決策はドクターが演説でアカテンを倒すというものであったが、クロスはハワード・フィリップス・ラヴクラフトの超常的存在である旧き神々との対峙に結び付けた。モファットがドクターは既に同様の演説をしていることと、クララが窮地を救う方が面白いことを指摘し、最終的にクロスは前述の葉を解決策に持ち込むことを実現した。

### 撮影
「時の女王」の台本の読み合わせは2012年10月17日に行われ、撮影は翌週10月22日に開始された。監督ファレン・ブラックバーンは2011年クリスマススペシャル「クリスマスイブの奇跡」の撮影も担当していた。マット・スミスによると50から60のエイリアンの小道具が市場のシーンに登場していた。スミスは「銀色の悪夢」の再撮影や追加の撮影に追われており、それゆえドクターの出番は少なく抑えられていた。Millennium FX のネイル・ゴートンは映画『スター・ウォーズ エピソード4/新たなる希望』の酒場のようなシーンを作りたいと長らく考えていた。一度に30体のエイリアンを製作すると予算を超過するため、彼は将来的に利用できると期待して合間を縫って少しずつエイリアンの型を製作していた。
エピソードの大部分は予算を抑えるように製作されている。クロスは『スター・ウォーズ エピソード6/ジェダイの帰還』のスピーダー・バイクのような乗り物を低予算で導入しようとしていたが、『フラッシュ・ゴードン』とあまりに似通っていると考え直した。アカテンを鎮めるための劇中の歌は作曲家マレイ・ゴールドが作詞した。
エピソード冒頭のシーンの20世紀を再現するため、ドクターが1981年の漫画雑誌ザ・ビーノを読んでいるシーンではバンドスペシャルズの歌 Ghost Town (en) が流された。劇中に登場したザ・ビーノの号は2013年5月15日に『ドクター・フー』をテーマにした特別版に含まれる形で復刻された。

## 放送と反応
「時の女王」はイギリスでは2013年4月6日に BBC One で初放送された。当夜の視聴者数は550万人を記録し、番組視聴占拠率は28.8%に達した。タイムシフト視聴者を合算すると最終合計値は745万人に上り、その週に BBC One で放送された全ての番組の中で第6位を記録した。さらに、BBC iPlayer でのリクエスト数は4月で200万を超え、同サービスでは4月の第1位となった。Appreciation Index は84を記録した。
日本では放送されていないが、2013年11月23日から『ドクター・フー』の第5シリーズから第7シリーズにかけての独占配信がHuluで順次開始され、「時の女王」は2014年に配信が開始された。

### 批評家の反応
本作の評価は賛否両論だった。
インデペンデント紙のニーラ・デブナスは心温まる話であると述べ、子どもを中心とした物語は"何かを足してくれる"と感じた。また、彼女はクララのキャラクターの掘り下げや映像の美しさを称賛した。Zap2itのジェフ・バークシャーも同様の感想を抱き、さらにエミリア・ジョーンズの演技を称賛した。デブナスとバークシャーはいずれも本作の物語をラッセル・T・デイヴィス期（2005年 - 2010年）のものと結び付けた。ガーディアン紙のダン・マーティンは「わずかで直線的な物語だが、広く効果的なストロークの中にある」「ビジュアルが豪華だ」と評価した。特に彼は結末の情緒的な有効性を絶賛した。しかし、ミイラに対しては視覚的な印象を認めたものの、それまでの物語からすると地味だったと指摘した。
IGNのマーク・スノーは本作に10点満点中7.2点を付け、「完全に形成された世界のように感じられた」と評価した一方、解決方法とミイラの外見を批判した。デイリー・テレグラフのギャヴィン・フラーは本作に星3つ半を付け、番組の歴史50年の中で試すべきユニークな要素が十分に詰まっていて、『ドクター・フー』のような番組が他にないことの所以を表していると評価した。彼は宗教や歌が非常に良く実現されたと綴ったが、精神に寄生する神話生物が前話「セントジョンの鐘」に登場したグレート・インテリジェンスに似すぎていると感じ、また膨大な量のエイリアンは物語のヒントを超えてしまい最高のスタートになっていなかったとも感じた。デジタル・スパイのモーガン・ジェフェリーはクララとモンスターを称賛したが、良く構成されたエピソードがクライマックスで失速したと感じ、あまりにも空想的過ぎると指摘した。
SFX誌のリチャード・エドワーズはさらに否定的で、本作に星3つを付けた。彼は物語に数多くの興味深いアイディアが盛り込まれているが標準的な物語だったと感じた。彼はソニック・スクリュードライバーの使用方法とドクターのモノローグを批判し、過剰に使われていると述べた。ただし、エピソードの出来はクララに救われたとコメントした。ラジオ・タイムズのパトリック・マルケーンも本作に失望し、本作の内容が一連の出来事に過ぎず、また普段よりも筋の通っていない設定の上に成り立っていると指摘した。彼は本作における物理法則に疑問を抱いたほか、エンディングがあまりないことやスミスが普段の演技をしていないことも指摘した。Doctor Who Magazine のグラハム・キブル＝ホワイトは本作に脾摘的な反応を示した。彼は「吐き気を催すようだ」「どうしても長く我々が見てきた中で最も素晴らしくない『ドクター・フー』」と酷評し、「クロスは1980年代以来エピソードを1つたりとも見ていないようだ」「タイム・ウォーについての左翼的な言及でさえWikipediaからサッと纏めたかのようだ」と続けた。さらに、本当にエイリアンに会うのではなく見世物小屋にしているとも批判した。
クロスは「時の女王」が様々な評価を受けていることを認め、当初は一部の批判に悩まされていた。しかし、いじめを経験していた9歳から15歳の子どもたちが本作に触発されたという手紙を彼に送り、彼はそれに元気づけられた。子どもたちの中でも特に1人の少女は自殺まで考えていたが、本作を見て考えを改めた。